# Leptodesmus aculeatus
Leptodesmus aculeatus är en mångfotingart som beskrevs av Carl Graf Attems 1898. Leptodesmus aculeatus ingår i släktet Leptodesmus och familjen Chelodesmidae. Inga underarter finns listade i Catalogue of Life.